# Генрих II Свидницкий
Генрих II Свидницкий (пол. Henryk II świdnicki, нем. Heinrich II von Schweidnitz; 1316/1324 — 28 июня 1345) — князь (совместно с братом) Свидницкий из династии Силезских Пястов (1326—1345).

## Биография
Генрих был младшим сыном князя Бернарда Свидницкого (1288/1291 — 1326) и Кунигунды (ок. 1295—1331/1333), дочери короля Польши Владислава I Локотека. Точная дата рождения Генриха неизвестна, но предполагается, что он был значительно моложе своего брата Болеслава, так как впервые упоминается в источниках лишь в 1337 году. В 1338 году он женился на Катерине, дочери венгерского короля Карла Роберта, а в следующем году у них родилась дочь:
- Анна (1339—1362), вышла замуж за императора Священной Римской империи Карла IV Люксембургского.

Формально Генрих был соправителем своего брата Болеслава, но фактически тот сосредоточил всё управление княжеством в своих руках. Генрих II Свидницкий скончался 28 июня 1345 года.